# Млекопитающие Волгоградской области (зайцеобразные)
Отряд зайцеобразных (Lagomorpha) представлен в Волгоградской области тремя видами, относящимися к двум семействам. Наиболее обычным представителем отряда на территории данного региона является заяц-русак (Lepus europaeus).

## ОтрядЗайцеобразные(Lagomorpha)
| Семейство Зайцевые (Leporidae)        |                                                     | |
| Род Зайцы (Lepus)                     |                                                     | |
|                                       | Заяц-русак (Lepus europaeus)                        | Встречается в степи, по балкам и в зарослях кустарника, в лесах-по опушкам. Постоянного логова не имеет. В условиях региона размножается 2-3 раза в год принося по 2-3 зайчонка за выводок. Большое число особей ежегодно погибает от различных заболеваний, а также истребления различными хищниками и человеком. |
|                                       | Заяц-беляк (Lepus timidus)                          | Встречается на территории региона. |
| Семейство Пищуховые (Ochotonidae)     |                                                     | |
| Род Пищухи, или сеноставки (Ochotona) |                                                     | |
| изображение (недоступная ссылка)      | Малая пищуха, или степная пищуха (Ochotona pusilla) | Занесена в перечень объектов мониторинга на территории области. |